# 碩人
《碩人》是《詩經．國風．衛風》的第3篇。

## 寫作背景
- 《毛詩序》：「《碩人》，閔莊姜也。莊公惑於嬖妾，使驕上僭，莊姜賢而不荅，終以無子，國人閔而憂之。」

- 《左傳．隱公三年》：「衛莊公娶於齊東宮得臣之妹，曰莊姜，美而無子，衛人所為賦《碩人》也。」

## 原文
碩人其頎，衣錦褧衣。齊侯之子，衛侯之妻，東宮之妹，邢侯之姨，譚公維私。
手如柔荑，膚如凝脂，領如蝤蠐，齒如瓠犀，螓首蛾眉，巧笑倩兮，美目盼兮。
碩人敖敖，說於農郊。四牡有驕，朱幩鑣鑣，翟茀以朝。大夫夙退，無使君勞。
河水洋洋，北流活活。施罛濊濊，鱣鮪發發，葭菼揭揭。庶姜孽孽，庶士有朅。

## 語意
碩人如此修長美好，内穿锦缎，外穿麻布单衫。她为齊莊公之女兒，衛莊公之妻，齊太子得臣之妹，邢國國君之小姨，譚國國君是她妹夫。
手指如初生的茅芽般細白，皮膚如凝脂般白皙，頸如天牛的幼蟲般白而長，牙齒如瓠瓜的籽般潔白且整齊，額頭如蟬般廣而方正，眉毛如蛾的觸鬚般細長彎曲。美妙的笑容是美好的，美麗的眼睛是黑白分明的。
硕人出游，欢乐于农郊。拉車的四匹公馬是威严的，馬銜的紅絲帶是飄揚的，乘坐雉羽裝飾的車出嫁至衛。大夫盡早退下，勿使國君操勞（因為國君準備要舉行婚禮）。
黃河洋洋洒洒，滾滾的向北流去。撒下魚網發出霍霍聲，鱣魚和鮪魚纵横跳跃，蘆葦和荻摇曳着。陪嫁之女們盛裝打扮，護送的官士威武強壯。

## 相關成語
- 螓首蛾眉：形容女子貌美[3]